# Imchiguegueln
Imchiguegueln (auch Imchguiguiln) ist ein kleines Bergdorf der Berber im westlichen Antiatlas-Gebirge. Der Ort liegt in der Provinz Chtouka-Aït Baha im Süden Marokkos und hat insgesamt etwa 300 Einwohner, von denen jedoch weniger als die Hälfte ganzjährig anwesend ist, etwa 60 Häuser und eine Speicherburg.

## Lage

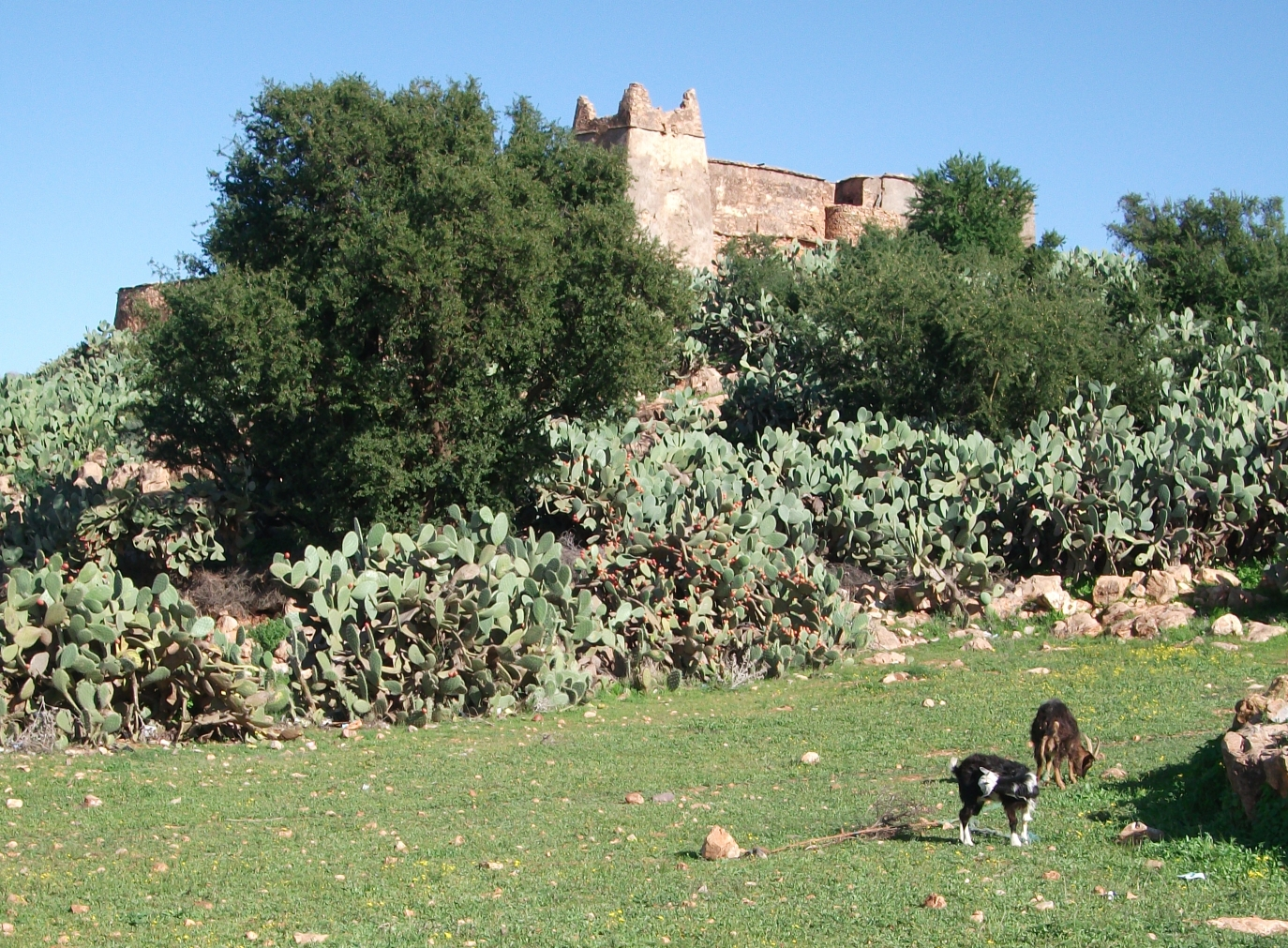
Der Agadir von Imchiguegueln verbirgt sich hinter einem dichten Gestrüpp aus Opuntien und stachligen Arganbäumen, das bei Überfällen umherziehender Nomaden oder verfeindeter Nachbardörfer als zusätzliche Verteidigungslinie diente.

Imchiguegueln liegt etwa 4 km nordöstlich von Aït Baha und nur ca. 1 km östlich der Hauptstraße von Agadir nach Tafraoute (R105) in einer Höhe von etwa 570 m ü. d. M. Der kleine und ruhige Ort ist über asphaltierte Straßen mit PKW oder Taxi gut zu erreichen. Busse verkehren etwa stündlich zwischen Biougra und Aït-Baha und halten auf Anfrage an der Abzweigung.

## Dorf
Im Dorf selbst stehen nur noch wenige alte – aus Bruchsteinen ohne Mörtel und Metall (z. B. Nägel) handwerklich perfekt errichtete – Häuser und die meisten davon sind bereits arg verfallen. Die Häuser wurden zumeist um einen größeren Innenhof herum gebaut, in dem in früheren Zeiten allabendlich das Vieh (Esel, Schafe, Ziegen, Hühner) eingesperrt wurde. Ein Großteil der jüngeren Bevölkerung ist jedoch – nach nahezu ganzjährig ausbleibenden Regenfällen in den 1970er und 1980er Jahren – in die Städte des Nordens abgewandert und verbringt nur noch wenige Wochen im Jahr in der alten Heimat, wo sie in Eigenarbeit oder mit der Hilfe von Nachbarn und Freunden für sich selbst und ihre Eltern neue, wie früher flachgedeckte und mit einer Dachterrasse abschließende, Häuser mit Hohlziegelwänden und Betondecken erbaut haben. Zur Wasserversorgung dienten damals wie heute Zisternen, die nur mit großem Arbeitsaufwand in den steindurchsetzten Boden hineingegraben und mit wasserdichten Putzschichten ausgekleidet wurden.
Regen fällt nur in den Wintermonaten (November bis Februar). Bereits im Oktober wird von den wenigen verbliebenen Bauernfamilien die Saat (Gerste) auf die steinübersäten Felder ausgebracht, die bereits Ende April des darauffolgenden Jahres abgeerntet werden müssen. Gemüse wird in der Gegend wegen der Trockenheit kaum angebaut; es wird auf dem Markt (suq) eingekauft und stammt zumeist aus tiefergelegenen und somit wasserreicheren Regionen des westlichen Antiatlas oder der Souss-Ebene. Vieh (Schafe, Ziegen) wird nur noch von wenigen Familien gehalten, da die früher praktizierte Halb-Nomadenwirtschaft (Transhumanz) weitestgehend aufgegeben wurde; Hühner finden sich dagegen noch häufiger. Nachts sucht manchmal eine Wildschweinhorde das Dorf heim, die von den – in der islamischen Welt ansonsten wenig geliebten – Hunden verbellt und verscheucht wird.

## Umgebung

### Arganbäume

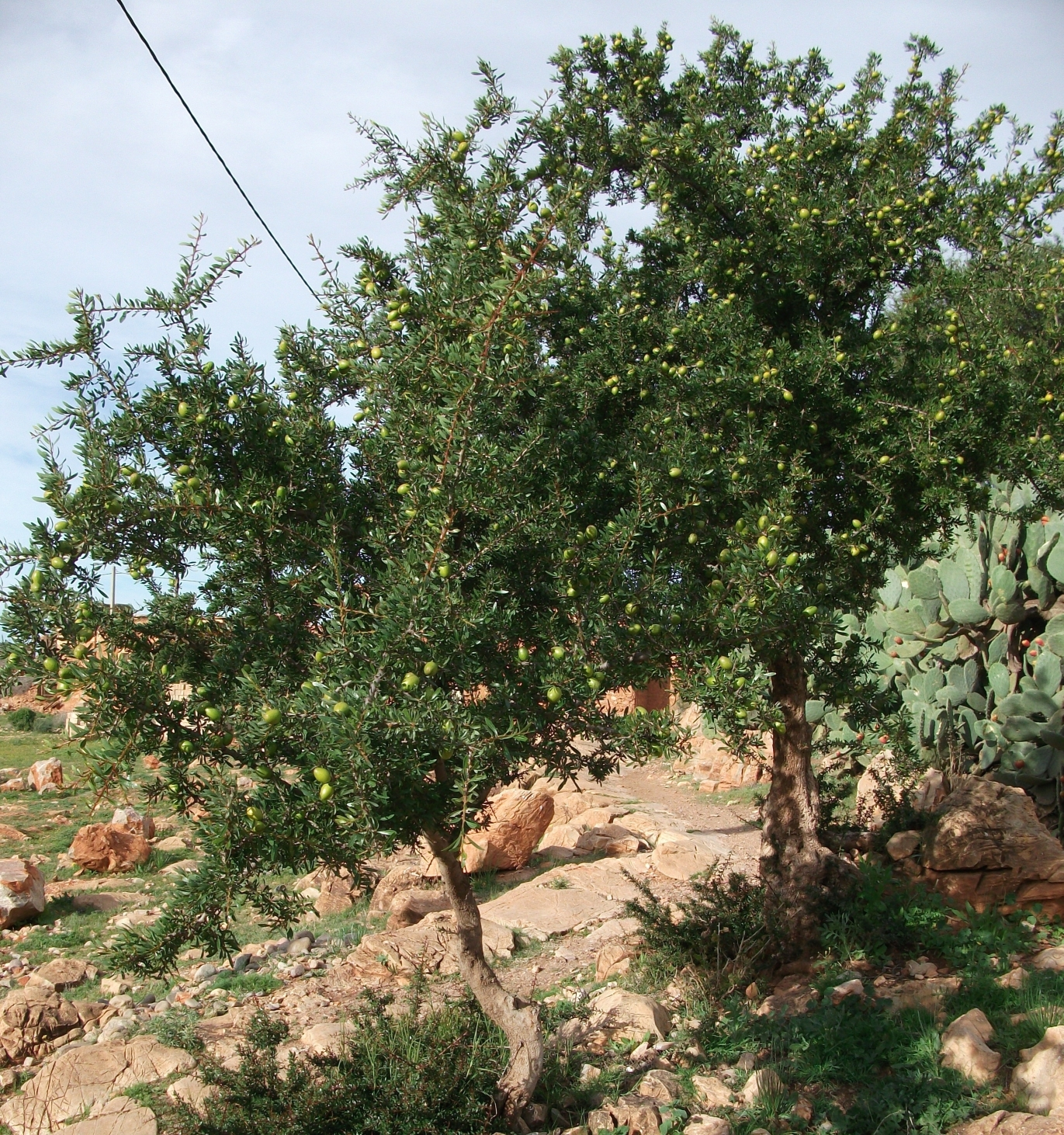
Arganbäume mit Früchten in der Nähe des Agadir

In der Umgebung des Dorfes wachsen noch einige Arganbäume, die – wegen der zunehmenden Trockenheit – weiter östlich immer seltener werden. Auch wenn die Bäume wild wachsen, sind die Eigentümer der Bäume seit alters her bekannt und niemand vergreift sich an fremden Früchten. Die olivenartigen Früchte verbleiben an den dicht mit Dornen besetzten Bäumen, bis sie im Sommer austrocknen und von selber abfallen; dann werden sie aufgesammelt, in Säcke gefüllt, nach Hause gebracht, nach Qualität sortiert und bis zur Weiterverarbeitung gelagert.
Je nach Bedarf werden die harten Kerne mit Hilfe zweier Steine in mühseliger Handarbeit aufgeschlagen; die darin befindlichen – weniger als mandelgroßen – Samenplättchen werden in Pfannen oder auf Blechen geröstet und anschließend unter Zugabe von etwas abgekochtem Wasser zu einem Brei vermahlen, der mit der Hand ca. eine Stunde lang geknetet und gepresst wird. Das Ergebnis ist ein haltbares, wohlschmeckendes Speiseöl, das – manchmal auch mit etwas Honig verfeinert – zum Brot gegessen wird. Ungeröstetes Arganöl schmeckt in der Regel bitter und wird zumeist in kleineren Kooperativen hergestellt; es geht fast ausschließlich in die europäische bzw. internationale Kosmetikindustrie, wo es ein teurer aber beliebter Bestandteil von Hautpflegemitteln ist. Der verbleibende Argankuchen ist Abfall und wird an die Tiere verfüttert oder dient – getrocknet – als Brennmaterial.

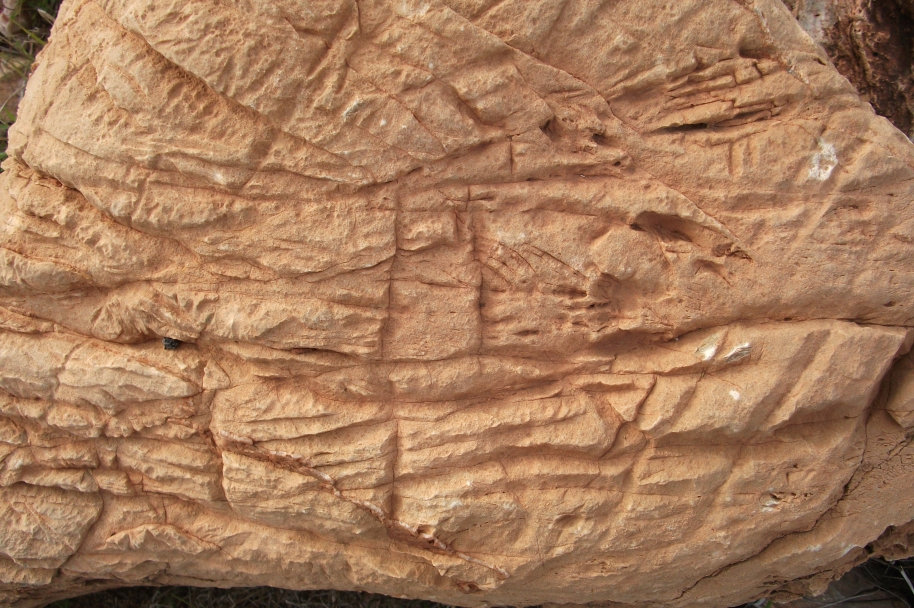
Viele Steine im Antiatlas haben natürliche 'Einritzungen'

### Landschaft
Besonders im zeitigen Frühjahr (Februar, März) eignet sich die felsige und steinige Umgebung des Dorfes gut für kürzere Wanderungen. Zwischen den von natürlichen 'Felszeichnungen' mit parallelen oder sich kreuzenden Linien überzogenen Steinen, die in früheren Zeiten nicht selten als Werk von Geistern (jinns) angesehen wurden, wachsen kleinere, kissenförmige Kakteen und größere Opuntienbüsche mit ihren 'Kaktus'-Feigen. Auch der Affodill sowie andere Pflanzen blühen in dieser Zeit. Ab April verwandelt sich die Landschaft dann in eine trockene und hitzeüberflutete Geröllsteppe; Regen fällt bis zum Beginn des nächsten Winters in aller Regel nicht mehr. Für Dattelpalmen und selbst für Olivenbäume ist es aufgrund der geringen Niederschlagsmengen (ca. 230 mm/Jahr) und der hohen Temperaturen viel zu trocken; nur Dornbüsche, Kakteen, Arganbäume und kleine Mandelbäume können die extremen Bedingungen überleben.

## Agadir

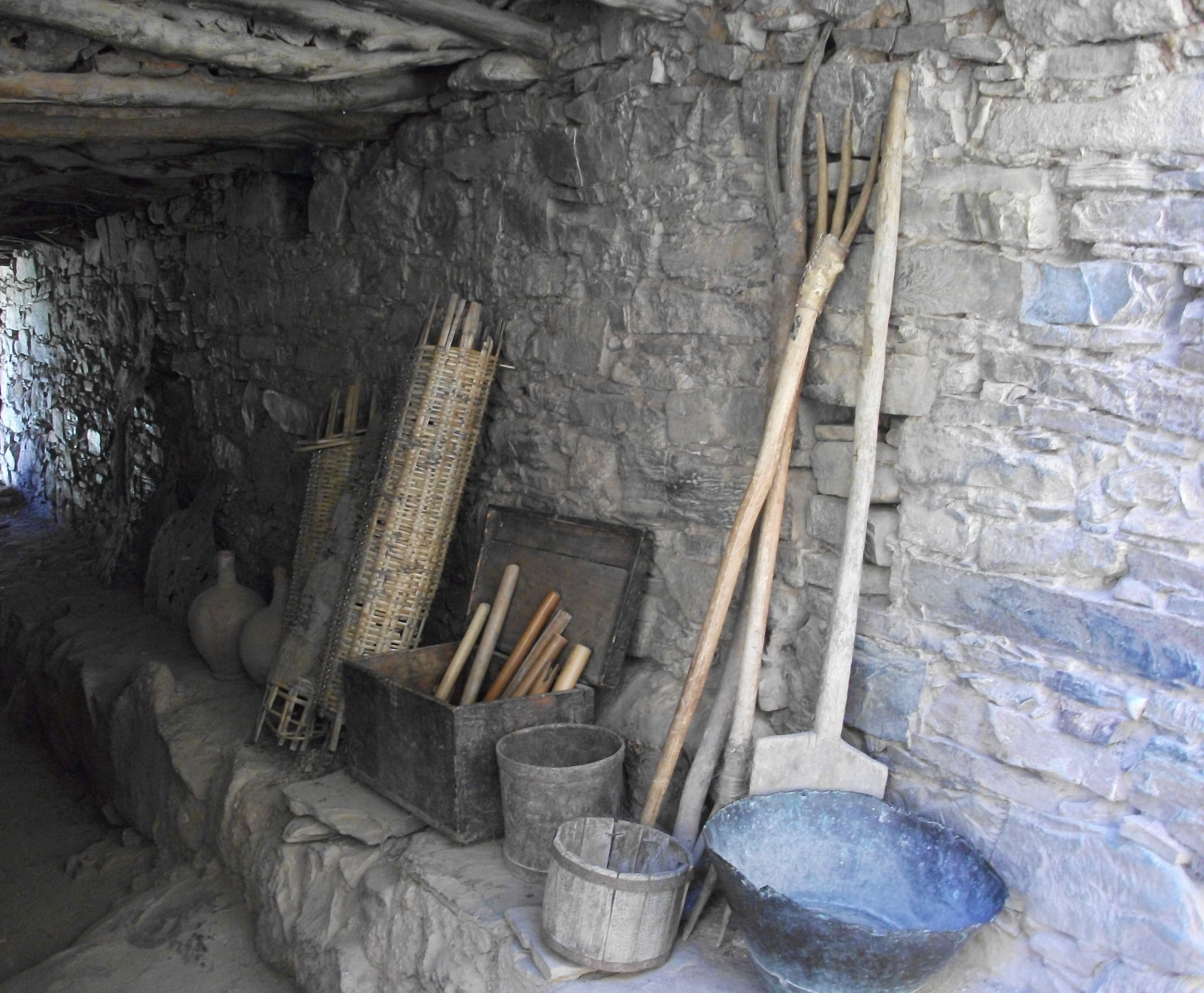
Agadir Imchiguegueln – auf den Bänken zu beiden Seiten des Eingangsbereichs werden heute Alltagsgegenstände früherer Zeiten gezeigt.

Etwa 100 bis 200 m vom Dorf entfernt steht – umgeben von stacheligem Kakteengestrüpp und ebenfalls dornenbesetzten Arganbäumen sowie einer Wehrmauer mit einem Turm – ein vergleichsweise kleiner Agadir (Speicherburg), der ursprünglich von den Familien des Dorfes erbaut wurde und immer noch in deren Eigentum steht. Ein im Dorf lebender Wärter gewährt Zutritt in das Innere des Bauwerks.

### Bankreihen
Im Zugangsbereich, der von einer hölzernen Decke aus krummen, zusammengesteckten Arganästen bedeckt wird, befinden sich zwei – etwa acht Meter lange – steinerne Bankreihen; hier konnten sich die Dorfältesten über wichtige Angelegenheiten beraten – u. a. auch über die Bestrafung von Dieben etc., denn hinter der Rückwand befindet sich eine Gefängniszelle mit einem Mittelpfosten zum Anbinden des Beschuldigten. Heutzutage dienen die Bänke als Aufbewahrungsplatz für diverse Acker- und Haushaltsgeräte, die den Besuchern gezeigt werden. Die meisten der Gegenstände sind aus Holz, denn Metalle waren in den abgelegenen Bergregionen Südmarokkos weitgehend unbekannt; mit Ausnahme der für die Getreideernte notwendigen Sicheln und einigen wenigen Küchengeräten (Messer, Pfannen, Kessel) fanden andere Dinge aus Metall (Siebe, Werkzeug etc.) erst im 19. Jahrhundert den Weg hierher.

### Speicherkammern

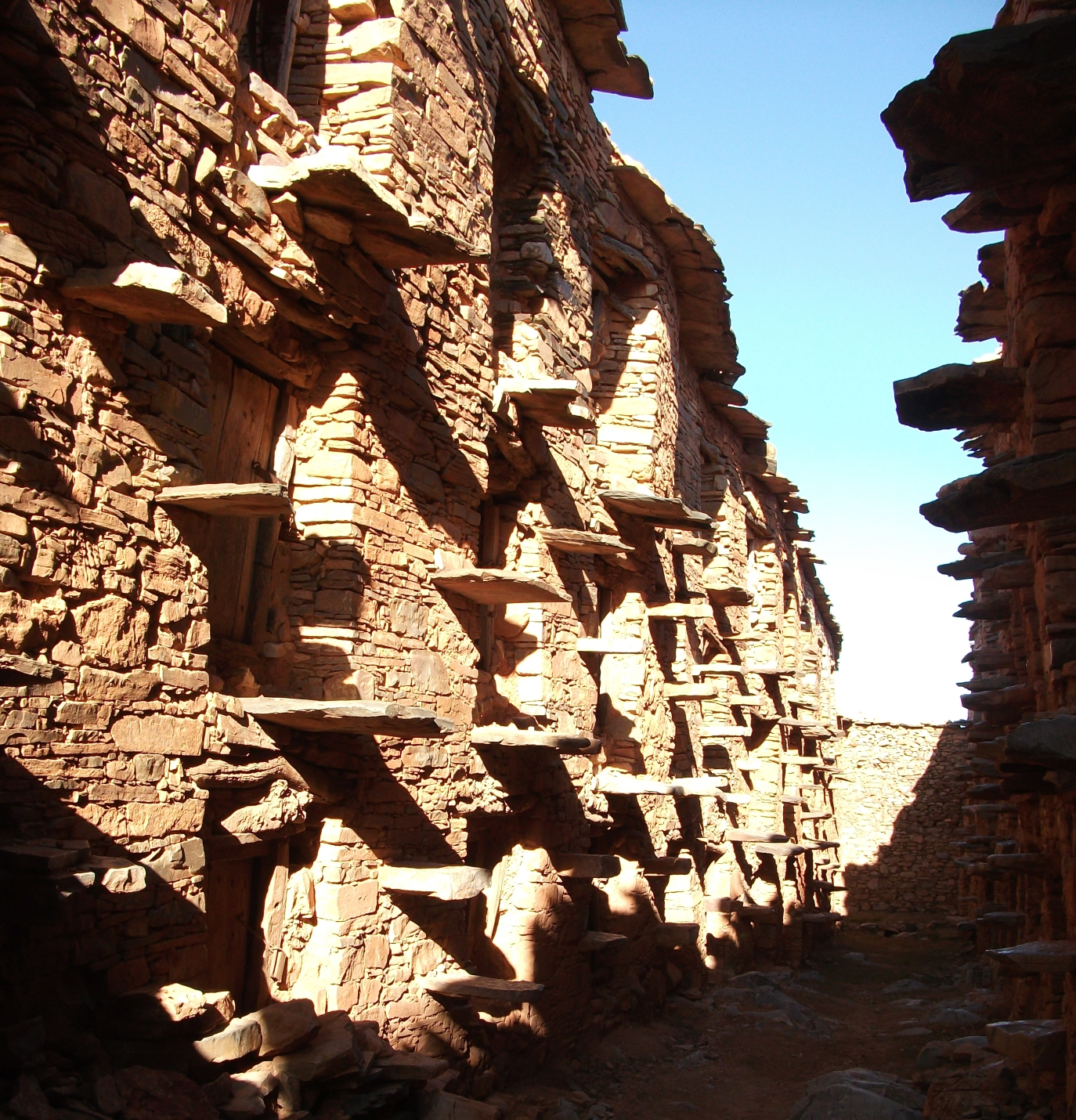
Agadir Imchiguegueln – zu beiden Seiten des Mittelgangs befinden sich in drei Ebenen Speicherkammern. Die Kammern der beiden oberen Ebenen sind über Trittsteine erreichbar, die aus dem Mauerwerk herauskragen. Die Wände des Bauwerks sind aus kleinen und mittelgroßen Steinen zusammengesetzt und unverputzt.

Das Bauwerk ist geprägt von etwa 80 Speicherkammern, die auf drei Ebenen übereinander und zu beiden Seiten eines geradlinig verlaufenden Mittelgangs angeordnet sind. Die oberen Kammern sind nur über große Trittsteine erreichbar, die im mörtellosen Mauerwerk eingelassen sind. Die Speicherkammern waren ehemals mit aus einfachen Brettern zusammengefügten, aber in manchen Fällen kunstvoll ornamentierten – nur etwa 1,40 m hohen – Türen verschlossen; die meisten davon sind inzwischen verschwunden, d. h. zumeist an Antiquitätenhändler in den Städten verkauft. In den etwa 7 bis 8 m tiefen, aber nur etwa 1,60 m hohen Kammern konnten – in den Zeiten der sommerlichen Wanderschaft mit dem Vieh – die haltbaren selbstproduzierten Lebensmittel (Gerste, Arganöl) oder gegen Arganöl getauschtes Trockenobst (Datteln, Feigen) und Nüsse (Walnüsse, Mandeln) sowie Acker- und Haushaltsgeräte trocken und sicher gelagert werden, denn es verblieb eine Wachmannschaft im Dorf, die den Agadir gegen Übergriffe von umherziehenden Nomaden oder verfeindeten Nachbarstämmen verteidigte. Zu diesem Zweck gibt es in nahezu allen Speicherkammern kleine Schießscharten, die aber auch als Licht- und Luftschlitze fungierten.
Die Speicherkammern der unteren Ebene verfügen zum Schutz gegen aufsteigende Bodenfeuchte über ein jeweils etwa 20 cm hohes Podest. Auf etwa halber Türhöhe haben alle Kammern ein etwa faustgroßes Loch, das einerseits zum Verschließen der Kammern benötigt wurde (die ehemals hölzernen Türschlösser befanden sich allesamt im Innern der Kammern), andererseits ermöglichte es aber auch Katzen, Mäuse von den gelagerten Lebensmitteln fernzuhalten. In die Wand einer der Kammern wurde von einem unbekannten Baumeister ein kleines Fenster mit einer Art 'Hufeisenbogen' eingelassen – ein seltenes dekoratives Detail in einem Agadir.

### Moschee

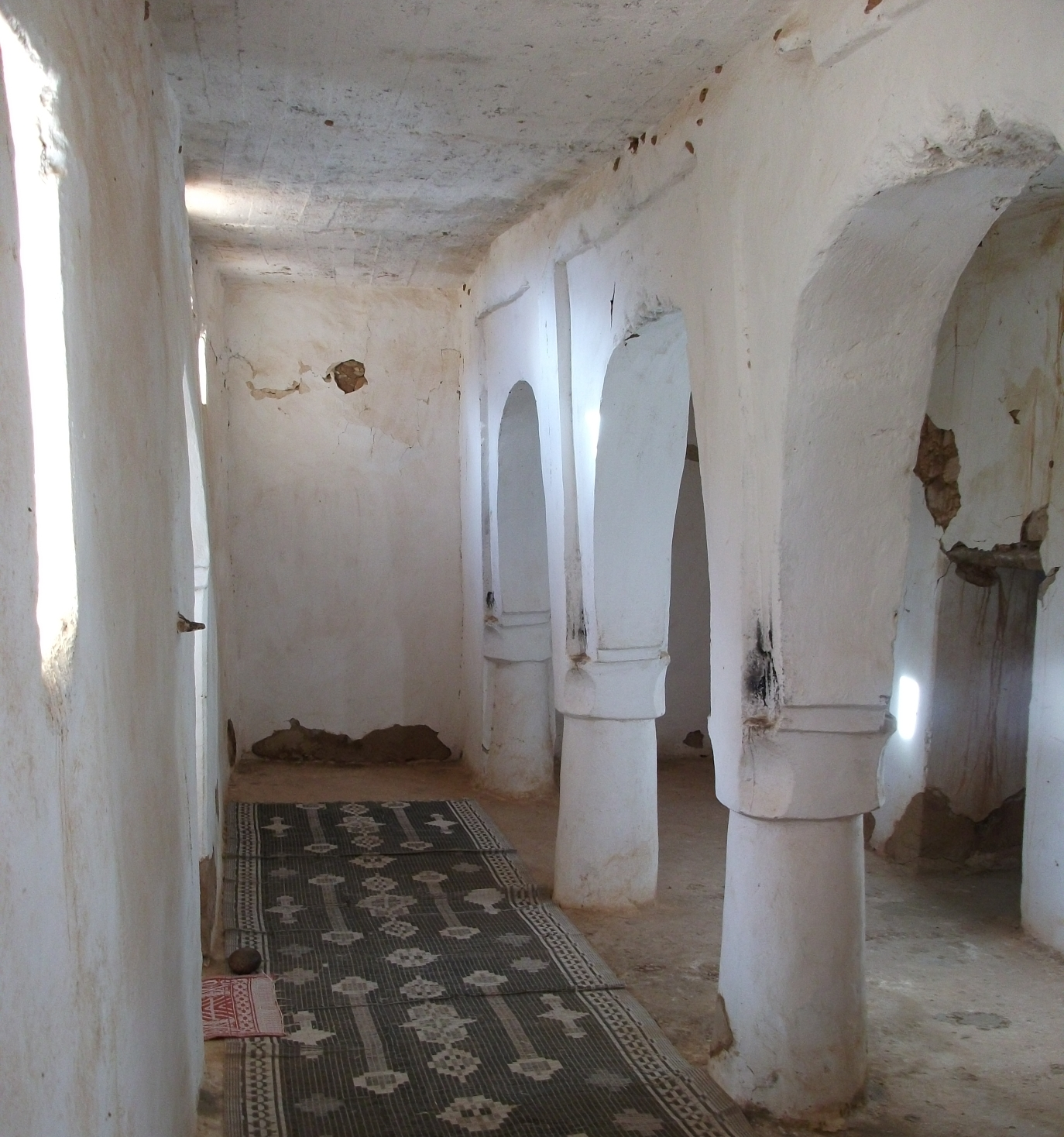
Agadir Imchiguegueln – wahrscheinlich im 19. Jahrhundert wurde an den Agadir ein kleiner Gebetsraum mitsamt Mihrab-Nische, aber ohne Minarett, angefügt.

An der Nordseite des Agadir – und nur durch ihn zugänglich – befindet sich ein kleiner Gebetsraum ohne Minarett, in dem maximal etwa 40 Männer Platz fanden; die Frauen verrichteten ihr Gebet regelmäßig zuhause. In seiner Architektur (gemauerte Säulen mit Rundbogenarkaden und rechteckigen Alfiz-Einfassungen, Mihrāb-Nische mit Hufeisenbogen) wirkt der verputzte und weißgetünchte Raum fast wie ein Fremdkörper. In seiner sich an der islamischen Architektur des Nordens orientierenden Bauweise unterscheidet sich der Gebetsraum grundsätzlich vom steinsichtigen Agadir und man kann vermuten, dass diese Moschee erst im 19. oder frühen 20. Jahrhundert angebaut wurde.
Auf dem Boden neben der Mihrab-Nische findet sich ein etwa faustgroßer und vollkommen glattpolierter Stein, mit dessen Hilfe – ersatzweise – die vor dem gemeinschaftlichen Gebet vom Koran in den Suren 4,43 und 5,6 vorgeschriebenen Waschungen (Wuḍūʾ) vorgenommen werden konnten.
Durch das Vorhandensein einer Moschee wurde der Agadir in seiner Gesamtheit zusätzlich unter den besonderen Schutz Allahs gestellt; aber auch sonst galt er den Dorfbewohnern lange Zeit als heiliger und unantastbarer Ort.

### Heutiger Zustand
Wie alle Agadire Marokkos ist auch der Bau von Imchiguegueln – im Rahmen der gesellschaftlichen und technischen Modernisierung auch der abgelegenen Bergregionen Marokkos – funktionslos geworden; Schäden wurden über Jahrzehnte nicht mehr ausgebessert. Heftige Stürme und Regenfälle in den Wintern 2009/10 und 2014/15 wehten die Decken einiger Speicherkammern weg; dies und morsch gewordene Äste führten zum Einsturz mehrerer Bauteile. Doch dieses Mal wurde das Bauwerk gründlich restauriert und kann wieder besichtigt werden.

## Bedeutung
Der Agadir von Imchiguegueln ist gut erreichbar und noch vergleichsweise gut erhalten. Das Dorf und sein Agadir gewähren vielfältige Einblicke in die Geschichte und Kultur einer schriftlosen und vom endgültigen Verschwinden bedrohten Zeit.